# 249523 Friedan
249523 Friedan è un asteroide della fascia principale. Scoperto nel 2010, presenta un'orbita caratterizzata da un semiasse maggiore pari a 3,1928041 UA e da un'eccentricità di 0,1905915, inclinata di 27,51633° rispetto all'eclittica.
L'asteroide è dedicato all'attivista statunitense Betty Friedan.